# Саудівська Аравія на літніх Олімпійських іграх 2008
Саудівська Аравія брала участь у Літніх Олімпійських іграх 2008 року у Пекіні (Китай) удев'яте за свою історію, але не завоювала жодної медалі.